# Gianluca de Lorenzi
Gianluca de Lorenzi (ur. 21 lutego 1972 w Rawennie) – włoski kierowca wyścigowy.

## Kariera
De Lorenzi rozpoczął karierę w międzynarodowych wyścigach samochodowych w 1991 roku od startów we  Włoskiej Formule 3, gdzie jednak nie zdobywał punktów. W późniejszych latach Włoch pojawiał się także w stawce Masters of Formula 3, Italian Super Touring Car Championship, Italian Super Production Car Championship, European Super Touring Cup, European Super Touring Championship, European Touring Car Championship, Grand-Am Rolex Series, 24-godzinnego wyścigu Daytona, World Touring Car Championship, Włoskiego Pucharu Porsche Carrera, Italian GT Championship, International GT Open, FIA GT3 European Cup, 24H Series, 24H Dubai, Superstars Championship Italy, Superstars International Series, Blancpain Endurance Series, 24 Hours of Barcelona oraz NASCAR Whelen Euro Series.
W World Touring Car Championship Włoch wystartował w sześciu wyścigach sezonu 2005. Jednak nigdy nie zdobywał punktów. Podczas drugiego wyścigu sanmaryńskiej rundy uplasował się na siedemnastej pozycji, co było jego najlepszym wynikiem w mistrzostwach.